# Archeuops hartmanni
Archeuops hartmanni es una especie de coleóptero de la familia Attelabidae.

## Distribución geográfica
Habita en Papúa Nueva Guinea.